# Hypodoxa emiliaria
Hypodoxa emiliaria is een vlinder uit de familie van de spanners (Geometridae). De wetenschappelijke naam van de soort is voor het eerst geldig gepubliceerd in 1857 door Achille Guenée.